# Aranoethra cambridgei
Aranoethra cambridgei là một loài nhện trong họ Araneidae.
Loài này thuộc chi Aranoethra. Aranoethra cambridgei được Arthur Gardiner Butler miêu tả năm 1873.